# Arachniopsis
Arachniopsis là một chi rêu trong họ Lepidoziaceae.